# Arauco (Chile)
Arauco (mapudungún: ''agua gredosa'') es una ciudad y comuna de la zona sur de Chile, ubicada en la provincia homónima en la región del Biobío, a 70 km al sur de Concepción. Su geografía se caracteriza por emplazarse sobre la cuenca del río Carampangue hasta su desembocadura con el océano Pacífico, al costado norponiente de la cordillera de Nahuelbuta. 
Integra junto a las comunas de Cañete, Contulmo, Curanilahue, Lebu, Los Álamos, y Tirúa, la provincia de Arauco, en el límite provincial de ésta con la provincia de Concepción, ambas ubicadas en la zona costera de la región del Biobío, en la también históricamente llamada Cuenca del Carbón.

## Etimología
El nombre de la comuna proviene de la palabra ragko, que significa en mapudungún "agua gredosa". Esta palabra fue adoptada por los españoles como rauco, al igual que la ciudad de Rauco; también se dice que tendría alguna relación el término usado por los incas para referirse a los mapuches, promaucaes, purumauca.

## Historia
Desde la época precolombina, cuando la presencia inca se observaba en gran parte del norte y centro de Chile, se denominaba "araucanos" principalmente a los mapuches que habitaban entre los ríos Itata y Toltén, quienes eran reconocidos por ser "bravos y valientes". Más adelante, en el siglo XVI, cuando se producen las primeras incursiones de Pedro de Valdivia a la zona de la Araucanía, nuevamente el nombre de Arauco se convierte en un término importante, esta vez para denominar a la Guerra de Arauco, que enfrentaría a conquistadores españoles y Araucanos durante más de tres siglos. Al inicio de este episodio histórico, en 1552, Pedro de Valdivia funda en la zona donde confluyen los ríos Conumo y Carampangue, un fuerte español denominado "San Felipe de Arauco". Luego de varias batallas en torno al fuerte, en el cual fue destruido y reconstruido varias veces, finalmente fue ubicado a los pies del cerro Colocolo. A inicios del siglo XIX, alrededor de la última ubicación del fuerte, se produce el establecimiento de diferentes grupos humanos, conformándose así un villorrio que el 7 de diciembre de 1852 recibiría el título de ciudad y que constituiría la ubicación que hasta hoy mantiene Arauco.

## Geografía
La playa de Arauco es de aproximadamente diez kilómetros de extensión; se caracteriza por sus arenas finas, en su mayoría de origen volcánico, que invitan al pícnic y a la práctica de la pesca de orilla de mar. Además, se ubican diversos restaurantes, cuya especialidad son los platos preparados sobre la base de productos del mar. Desde sus salones se pueden observar excelentes panorámicas.
La ciudad de Arauco limita al noreste con la laguna litoral del río Carampangue, extensa zona de unas 400 hectáreas de extensión que conforman el humedal. Estudios recientes indican que se trata de un humedal que alberga gran cantidad de aves, pudiendo encontrarse más de 100 especies de aves en verano, en cantidades de varios miles. Cuenta con zona de playa, dunas, laguna estuariana sujeta a las variaciones de marea, zona de marismas y praderas. En el borde urbano de la ciudad hay una caleta de pescadores, quienes deben navegar por la laguna para acceder al mar a través de la barra del río Carampangue.
El río El Cajón es un torrente que nace desde la vertiente occidental de la Cordillera de Nahuelbuta. Sus aguas recorren el cordón montañoso para salir a la llanura de Laraquete. A este río también se le denomina Cruces, porque en su lecho se encuentran piedras en cuyo centro está dibujada una cruz de color negro. Según la leyenda, son atribuibles a las almas de los indígenas fallecidos en la Guerra de Arauco.  Por lo anterior, Laraquete es famoso por la existencia de tiendas artesanales que ofrecen distintas figuras, anillos y collares confeccionados con piezas de quiastolita, las que localmente se denomina «piedras cruces».

### Localidades
Además de la ciudad de Arauco, dentro de la misma comuna se encuentran varios pueblos entre los que destacan Laraquete, Carampangue y Ramadillas junto a la ruta 160; y Tubul, Llico, Rumena y Punta Lavapié cerca de la ruta P-22. 
Llico es una caleta de pescadores ubicada a 32 km de la ciudad de Arauco. Cuenta actualmente con unos 600 habitantes. Fue seriamente dañado con el tsunami ocurrido tras el terremoto del 27 de febrero de 2010.
La Punta Lavapié es una caleta pesquera que se ubica en el extremo sur del Golfo de Arauco, sobre acantilados, a 45 km de la ciudad de Arauco. Desde el faro de la Marina instalado en el lugar, es posible apreciar la inmensidad del golfo y la isla Santa María.

.-—Punta que cierra por el sudoeste la ensenada de Arauco, aproximándose á la isla de Santa María, situada al N., entre las cuales media un brazo de mar de nueve kilómetros de ancho, que forma la entrada austral ó la que llaman Boca Chica de la misma ensenada. El extremo norte de la punta remata en los 37° 09' Lat. y 73° 36' Lon., y está rodeado de arrecifes, que hacen expuesta su inmediata navegación. Al lado ESE. de ella recoda la costa y ofrece una mediana rada con las caletas de Trana y Trauco en la que fondeó, á principios de noviembre de 1599, la expedición holandesa al mando del almirante judío Simón de Cordes, quien, dice el historiógrafo marítimo Burney, «ancló cerca de una punta del continente, opuesta á la isla de Santa María, y desembarcó con 23 hombres para procurarse provisiones y fué alevosamente atacado por los naturales y muertos todos ellos». Toma el nombre por el del barrio antiguo de Lavapié de Madrid, en que los españoles corrompieron el indígena que era Levopía ó Leuvupillu (río de la cigüeña) por el de un cacique de la comarca, mencionado en La Araucana de Ercilla. Sin embargo, el P. Rosales (1660) dice: «su propio nombre era Llaghguapi, que quiere decir península ó media isla».
Francisco Solano Asta-Buruaga y Cienfuegos, Diccionario Geográfico de la República de Chile (1897) 

Laraquete es un pequeño poblado costero ubicado en la salida de Arauco hacia Concepción. (4605 hab.).  Su nombre quiere decir: "barba abultada".
Carampangue (mapudungun: nalca verde) es un poblado ubicado en la entrada a Arauco desde la Ruta 160. Comercio local, turismo, parroquia, carabineros. (3373 hab.). Se divide en varios sectores como: Pueblo Viejo, Conumo, Las Corrientes, Pichilo, entre otras.

## Medio ambiente

### Geomorfología y componentes abióticos

Trazado simplificado de los ecosistemas y cuerpos de agua presentes en la comuna de Arauco.

La comuna de Arauco se encuentra emplazada en las unidades geomorfológicas de Planicie marina o fluviomarina y Cordillera de la costa; y presenta según la clasificación climática de Köppen clima mediterráneo de lluvia invernal (Csb) y clima mediterráneo de lluvia invernal e influencia costera (Csb (i)). Esta además se halla entre las cuencas hidrográficas de Costeras entre el río Carampangue y río Lebu, Costeras e Islas entre el Río Biobío y el Río Carampangue y Río Carampangue. Además, la comuna posee diversos cuerpos de agua, entre los que se destacan el Río Carampangue, Río Laraquete, Río Lia, Río Pichilo, Río Quiapo, Río Raqui y Río Tubul.

### Componentes bióticos
Dentro del territorio de la comuna se pueden hallar los siguientes ecosistemas:
- Bosque caducifolio mediterráneo costero donde predominan Nothofagus obliqua y Gomortega keule (En peligro crítico)
- Bosque caducifolio templado costero donde predominan Nothofagus alpina y Persea lingue (En peligro)
- Bosque esclerófilo mediterráneo costero donde predominan Lithrea caustica y Azara integrifolia (En peligro crítico)
- Bosque mixto mediterráneo-templado costero donde predominan Nothofagus dombeyi y Nothofagus obliqua (En peligro crítico)

### Medidas de protección ambiental y conflictos socioambientales
Hasta 2022, la comuna de Arauco cuenta con las siguientes zonas que cuentan con algún nivel de protección ambiental:
- AAVC Chaura De Laraquete De Las Corrientes (Iniciativa de Conservación Privada)[11]
- AAVC Michay Araucano De Yane (Iniciativa de Conservación Privada)[12]
- AAVC Pitao Y Chaura De Laraquete De Chivilingo (Iniciativa de Conservación Privada)[13]
- AAVC Pitao Y Ciprés Rio Lias (Iniciativa de Conservación Privada)[14]
- Humedal Curaquilla (Humedal urbano)[15]
- Humedal Estero El Molino (Humedal urbano)[16]
- Humedal La Isla (Humedal urbano)[17]
- Humedal Tubul Raqui (Sitios ERB)[18][19]
- Humedales de Isla Raqui (Bien Nacional Protegido)[20]
- Santuario de la Naturaleza Humedal Arauco-Desembocadura Río Carampangue (Santuario de la Naturaleza)[21]

## Demografía
La comuna de Arauco abarca una superficie de 956,1 km² y una población de 34 873 habitantes (INE 2002), correspondientes a un 1,87 % de la población total de la región y una densidad de 36,47 hab/km². Del total de la población, 17 270 son mujeres (49,52 %) y 17 603 son hombres (50,48 %). Asimismo, es la comuna con mayor población a nivel provincial. Un 30,41 % (10 604 habitantes) corresponde a población rural y un 69,59 % (24 269 habitantes) a población urbana, entre las cuales 16 291 se ubican en el pueblo de Arauco, 4605 en Laraquete y 3373 en Carampangue.

## Economía
En 2018, la cantidad de empresas registradas ante el Servicio de Impuestos Internos en Arauco fue de 610. El Índice de Complejidad Económica (ECI) en el mismo año fue de -0,1, mientras que las actividades económicas con mayor índice de Ventaja Comparativa Revelada (RCA) fueron Fabricación de Tableros, Paneles y Hojas de Madera para Enchapado (217,21), Otras Actividades de Servicios Conexas a la Silvicultura (89,52) y Venta al por Menor de Carbón, Leña y Otros Combustibles de uso Doméstico (22,82).

## Administración

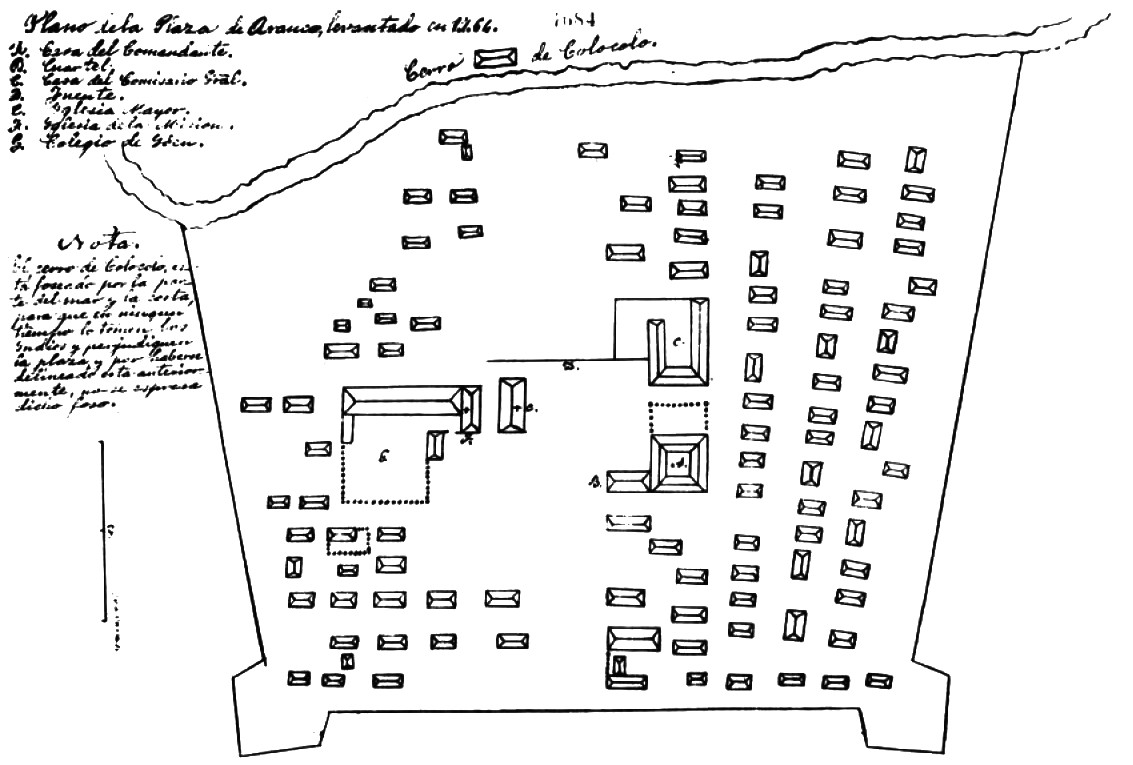
Plano de Arauco en 1764. Se aprecian las fortificaciones de una población marcada por la guerra.

### Municipalidad
La Municipalidad de Arauco es dirigida por el alcalde Mauricio Alarcon Guzmán y por el concejo, órgano asesor normativo y fiscalizador, conformado por los concejales:
- Roberto Montalba Sáez (PRO)
- Boris Bustos Martínez (PS)
- Grecia Riffo Navarro (Ind./RN)
- Marta Salazar (UDI)
- Susana Hernández Espinoza (PPD)
- Nicole Friz Rodríguez (Ind./PCCh)

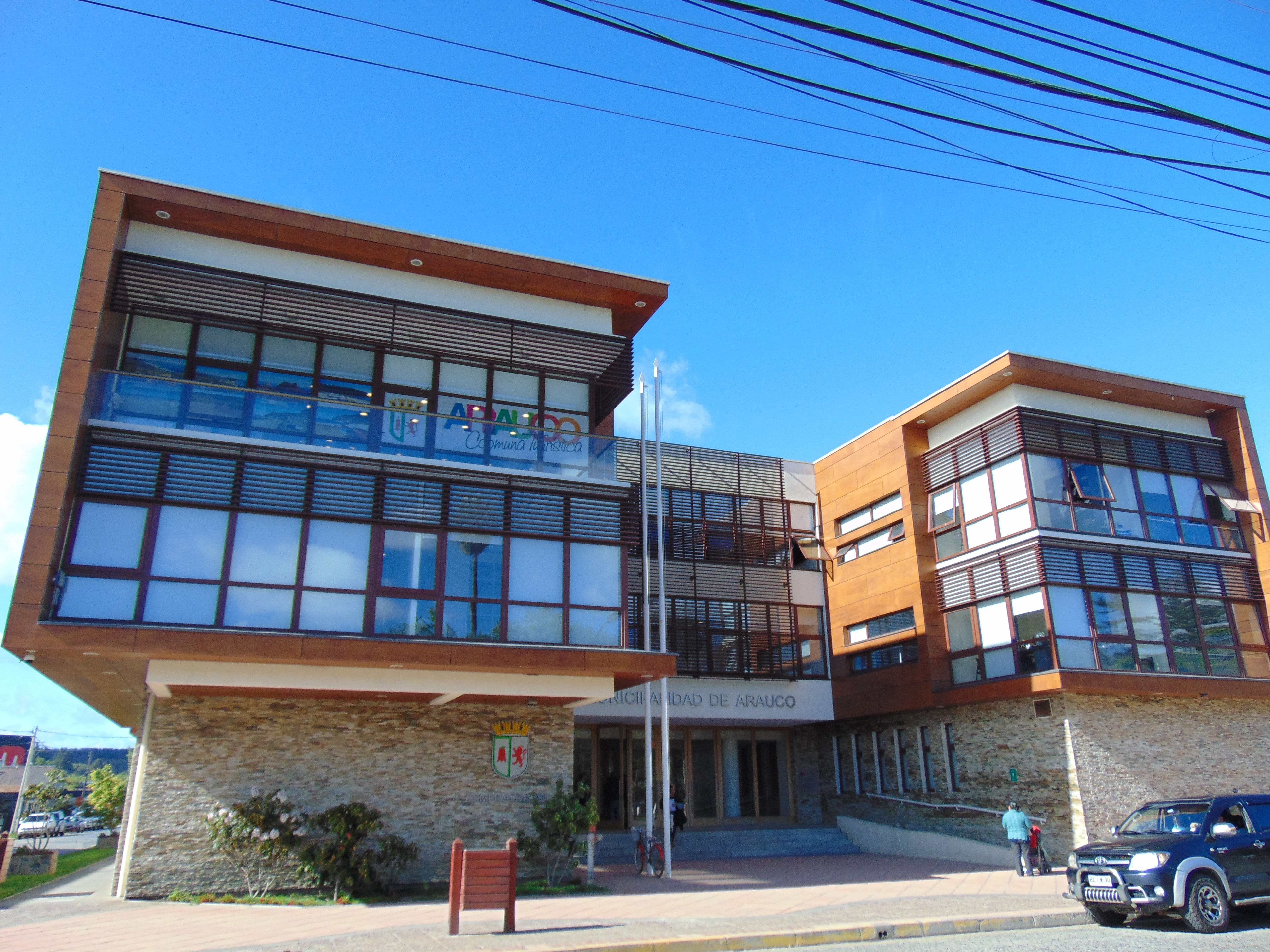
Municipalidad de Arauco

### Representación parlamentaria
Además, la comuna pertenece al distrito electoral N.º 21, el cual es representado en la Cámara de Diputados del Congreso Nacional por los diputados Flor Weisse Novoa (UDI), Clara Sagardía (Independiente), Karen Medina (Partido de la Gente), Joanna Pérez (Partido Demócratas) y Cristóbal Urruticoechea (IND). A su vez, la comuna pertenece a la Circunscripción 10 (Biobío), la cual es representada en el Senado por los senadores Gastón Saavedra Chandía (PS), Sebastián Keitel del Partido Evolución Política, Enrique Van Rysselberghe (UDI) .

## Transporte
En bus se puede llegar desde Concepción en las líneas de buses Expresos del Carbón y Los Alces mientras que desde Lebu está la línea Hanga Roa y Nahuelbus que usan la Ruta 160 y Buses Sol de Lebu por ruta costera. Existen servicios diarios tanto diurnos como nocturnos hacia y desde Santiago de Chile, en las empresas Eme Bus y Tur Bus. Cabe señalar, que existe un servicio urbano de transporte, que recorre varios puntos de la ciudad, el que no tiene una gran frecuencia.

## Deportes

### Fútbol
La comuna de Arauco ha tenido a un club participando en los Campeonatos Nacionales de Fútbol en Chile.
- Deportivo Arauco (tercera división 2006-2007).

## Medios de comunicación

### Radioemisoras
FM
- 89.9 MHz - Millaray FM
- 91.3 MHz - Máquina del Tiempo FM
- 92.9 MHz - Radio Box FM
- 95.9 MHz - Radio Armonía
- 97.5 MHz - Radio María
- 99.1 MHz - Radio Epicentro
- 101.3 MHz - Dinámica FM
- 102.1 MHz - Radio Indómita FM
- 107.3 MHz - Radio Vida
- 107.9 MHz - Radio Visión